# تیم ملی فوتبال جیبوتی
تیم ملی فوتبال جیبوتی (به عربى: منتخب جيبوتي لكرة القدم) نماینده کشور جیبوتی در مسابقات بین‌المللی و آفریقایی است که زیر نظر فدراسیون فوتبال جیبوتی فعالیت می‌کند.
اولین بازی رسمی این تیم در تاریخ ۵ دسامبر ۱۹۴۷ میلادی در برابر تیم ملی فوتبال اتیوپی برگزار شده است. و با نتیجه ۵-۰ شکست خورد.